# Cretaceous Research
Cretaceous Research est une revue scientifique bimestrielle à comité de lecture publiée par Elsevier. La revue se concentre sur des sujets traitant de la période du Crétacé et de la limite Crétacé-Paléogène.

## Résumé et indexation
La revue est résumée et indexée dans Scopus et le Web of Science. Selon les Journal Citation Reports, la revue a un facteur d'impact de 2,176 en 2020.